# 6423 Харунасан
6423 Харунасан (6423 Harunasan) — астероїд головного поясу, відкритий 13 лютого 1994 року.
Тіссеранів параметр щодо Юпітера — 3,197.